# Lepanthes phalloides
Lepanthes phalloides är en orkidéart som beskrevs av Carlyle August Luer och Rodrigo Escobar. Lepanthes phalloides ingår i släktet Lepanthes och familjen orkidéer. Inga underarter finns listade i Catalogue of Life.